# Facundo Perdomo
Facundo Perdomo Marmol (* 21. August 1999 in Montevideo) ist ein uruguayischer Fußballspieler.

## Karriere
Perdomo begann seine Karriere bei Nacional Montevideo. Im August 2017 wechselte er nach Österreich zum FK Austria Wien. Bei der Austria sollte er für die Zweitmannschaft zum Einsatz kommen. Sein Debüt für diese in der Regionalliga gab er im September 2017, als er am neunten Spieltag der Saison 2017/18 gegen die Amateure des SKN St. Pölten in der 86. Minute für Dominik Fitz eingewechselt wurde. Bis Saisonende kam er zu sechs Einsätzen in der Regionalliga; mit der Zweitmannschaft der Austria konnte er in die 2. Liga aufsteigen.
In der Saison 2018/19 kam er verletzungsbedingt zu keinem Einsatz. Im Oktober 2019 debütierte er schließlich in der zweithöchsten Spielklasse, als er am zwölften Spieltag der Saison 2019/20 gegen den FC Juniors OÖ in der Startelf stand. Für die Young Violets kam er insgesamt zu 16 Zweitligaeinsätzen. Im März 2021 kehrte er leihweise zu Nacional Montevideo zurück.